# Hydaticini
Hydaticini es una tribu de coleópteros adéfagos de la familia Dytiscidae. 

## Géneros
Tiene los siguientes géneros.
- Hydaticus
- Prodaticus